# Ador (kommun)
Ador är en kommun i Spanien.   Den ligger i provinsen Província de València och regionen Valencia, i den östra delen av landet, 300 km sydost om huvudstaden Madrid. Antalet invånare är 1 440. Arean är 13,8 kvadratkilometer. Ador gränsar till Alfauir, Castellonet de la Conquesta, Gandia, Llutxent, Palma de Gandía, Potríes, Ròtova och Villalonga. 
Terrängen i Ador är varierad.